# Lista de episódios de Historietas Assombradas (para Crianças Malcriadas)
Essa é uma lista de episódios da série animada Historietas Assombradas (para Crianças Malcriadas).

## Episódios

### Resumo
| Temporada | Temporada | Episódios | Exibição original     | Exibição original      |
| Temporada | Temporada | Episódios | Estreia de temporada  | Final de temporada     |
| --------- | --------- | --------- | --------------------- | ---------------------- |
|           | Piloto    | 1         | 13 de janeiro de 2010 | 13 de janeiro de 2010  |
|           | 1         | 14        | 4 de março de 2013    | 25 de dezembro de 2013 |
|           | 2         | 26        | 1 de junho de 2015    | 25 de abril de 2016    |
|           | Filme     | Filme     | 2 de novembro de 2017 | 2 de novembro de 2017  |

### Piloto
| Episódio (série) | Episódio (temp.) | Título       | Escrito por                       | Storyboards por | Exibição original              |
| --- | ---------------- | ------------ | --------------------------------- | --------------- | ------------------------------ |
| 0 | 0                | "O Inventor" | Vitor-Hugo Borges & Fábio Henckel | Jozz            | 13 de janeiro de 2010 (online) |
| A chegada de uma velhinha mais que centenária transforma o cotidiano de um pragmático garoto de 11 anos em um universo sem limites para a imaginação. |                  |              |                                   |                 |                                |

### 1ª Temporada (2013)
| Episódio (série) | Episódio (temp.) | Título                            | Escrito por                                  | Storyboards por                                                   | Exibição original      | Código de Produção |
| --- | ---------------- | --------------------------------- | -------------------------------------------- | ----------------------------------------------------------------- | ---------------------- | ------------------ |
| 1 | 1                | "A Loira do Banheiro"             | Arthur Warren, Pedro Aguilera e Vitor Brandt | Kico & David Mussel                                               | 4 de março de 2013     | 101a               |
| Pepe invoca a Loira do Banheiro para que ela faça Marilu mais bonita. Mas quando sua maquiagem borra, Marilu vai até ela de novo, mas acaba sendo presa no espelho do banheiro. Cabe então à Vó e a Pepe resgatar Marilu e derrotar a Loira. |                  |                                   |                                              |                                                                   |                        |                    |
| 2 | 2                | "O Globo da Morte da Morte"       | Arthur Warren, Pedro Aguilera e Vitor Brandt | Rodrigo "Soldado" & Rosaria                                       | 4 de março de 2013     | 101b               |
| Guto e Gastón tentam ensinar Pepe a andar de bicicleta, mas ele acaba caindo de um penhasco e tendo o olho mordido por uma cobra. Isso faz achar que ele está morto, então a Morte aparece para levar seu corpo. Quando ela descobre que Pepe está vivo, ela decide fazer uma visita a uma velha conhecida, Vó. Mas a Morte faz um desafio para Vó, tendo em troca sua alma, mas Vó acaba se machucando. Então, Vó decide dar a alma de Pepe junto para a Morte caso ele perdesse em um desafio... de andar de bicicleta |                  |                                   |                                              |                                                                   |                        |                    |
| 3 | 3                | "Unicórnias Princesas"            | Arthur Warren, Pedro Aguilera e Vitor Brandt | Rodrigo "Soldado" & David Mussel                                  | 11 de março de 2013    | 102a               |
| Pepe fica obcecado em Unicórnias Princesas, mas esconde isso dos meninos, já que eles formaram o Clube dos Machões. Quando Pepe ganha um concurso do programa, ele precisa esconder isso pra não ser zoado, então se veste de menina pegando uma peruca no quarto da Vó. Mas a peruca fica sob controle do corpo de Pepe, o que faz com que ele vire Pepita, obrigando todos a assistirem Unicórnias Princesas. Enquanto isso, Marilu tenta entrar para o Clube dos Machões a todo custo.                                |                  |                                   |                                              |                                                                   |                        |                    |
| 4 | 4                | "O Túnel do Amor"                 | Arthur Warren, Pedro Aguilera e Vitor Brandt | Rodrigo "Soldado", David Mussel & Mauricio Maia                   | 11 de março de 2013    | 102b               |
| Marilu quer passar o Dia dos Namorados com Mário, mas Pepe derrete o rosto dele com um projeto de ciências. Assim, Marilu insiste a Pepe a ir ao baile com ela, mas ele reluta em aceitar. Vó, cansada de ouvir a voz de Marilu, manda os dois para o Túnel do Amor, onde Cupido acertará Pepe com uma flecha e o tornará apaixonado por Marilu. Pepe, então, decide acabar com Cupido para não sentir nada por Marilu.                                                                                                  |                  |                                   |                                              |                                                                   |                        |                    |
| 5 | 5                | "O Pombisomem"                    | Arthur Warren, Pedro Aguilera e Vitor Brandt | Rodrigo "Soldado", Márcio de Castro & William Lages               | 18 de março de 2013    | 103a               |
| Quando a Vó descobre que Pepe não gosta de monstros nem de entregas, ela o transforma em um pombisomem (meio pombo, meio homem) para Pepe fazer entregas mais rapidamente. No meio do caminho, Pepe encontra Jack Hunter, um caçador de monstros, astro do programa que ele sempre admirou, que começa a caçá-lo por pensar que ele é um monstro de verdade. |                  |                                   |                                              |                                                                   |                        |                    |
| 6 | 6                | "O Anta-gonista"                  | Arthur Warren, Pedro Aguilera e Vitor Brandt | Rodrigo "Soldado", Márcio de Castro, William Lages & David Mussel | 18 de março de 2013    | 103b               |
| É dia de foto na escola, e Pepe não quer sair mal como saiu ano passado, assim ele pega a roupa do seu falecido avô Von Pepe, mas com a condição de que não vai sujar. Mas então, um detento sai da detenção e se fantasia de Homem-Anta, querendo estragar a foto de toda a classe. |                  |                                   |                                              |                                                                   |                        |                    |
| 7 | 7                | "Os Pepenautas do Caribe"         | Arthur Warren, Pedro Aguilera e Vitor Brandt | Rodrigo "Soldado" & Rosaria                                       | 25 de março de 2013    | 104a               |
| Pepe encontra algumas fitas VHS antigas e vê um comercial de Gorfitos, um tipo de leite fermentado, mas quando ele bebe, um fungo do mal tenta se apoderar de seu corpo. Cabe agora à Vó e às crianças entrarem no corpo de Pepe para derrotarem o fungo. |                  |                                   |                                              |                                                                   |                        |                    |
| 8 | 8                | "Pobre Diabo"                     | Arthur Warren, Pedro Aguilera e Vitor Brandt | Kico & David Mussel                                               | 25 de março de 2013    | 104b               |
| O Diabo precisa de almas para comprar um ar condicionado. Assim, Pepe descobre que Vó vendeu sua alma para salvar a casa (na verdade era a casa de Ramirez, mas Pepe pensou que era a casa) e vai até o inferno para negociar com o Diabo. Mas Pepe acaba vendendo a alma de Vó, e isso gera uma série de confusões envolvendo as almas de todos. |                  |                                   |                                              |                                                                   |                        |                    |
| 9 | 9                | "Como Pepe Arruinou o Natal"      | Arthur Warren, Pedro Aguilera e Vitor Brandt | Kico & David Mussel                                               | 25 de dezembro de 2013 | 105a               |
| Pepe e Marilu quebram os óculos do Papai Noel, que depois acaba encarregando-os de entregar os presentes, confundindo-os com gnomos. Quando as renas fogem, Pepe revive, por engano, os dinossauros usando magia, pensando que eram renas. Agora, Pepe deve salvar o Natal antes que a cidade seja destruída. |                  |                                   |                                              |                                                                   |                        |                    |
| 10 | 10               | "Sérgio"                          | Arthur Warren, Pedro Aguilera e Vitor Brandt | Rodrigo "Soldado" & Rosaria                                       | 1 de abril de 2013     | 105b               |
| Pepe decide dar uma festa em sua casa, mas todos lembram como a festa de Mário foi boa, cujo Pepe não foi. Quando Pepe vê Vó deixando seu gato mais forte e maneiro pra carregar suas coisas até a praia, ele decide fazer o mesmo com a tartaruga de Mário. Mas, pra sua infelicidade, a tartaruga se torna exigente e egocêntrica. |                  |                                   |                                              |                                                                   |                        |                    |
| 11 | 11               | "Nas Montanhas-Russas da Loucura" | Arthur Warren, Pedro Aguilera e Vitor Brandt | Kico & David Mussel                                               | 8 de abril de 2013     | 106a               |
| O prefeito decide investir todo o dinheiro da cidade na maior montanha-russa que o mundo já viu. As crianças, então, decidem ser os primeiros a andar nela, mas como Vó é maior de idade, ela tem que ir com eles. Com a demora da subida nos trilhos, todos começam a enlouquecer. Pepe fica apertado para ir no banheiro, Marilu fica com fome e ouve sua boneca canibal, Guto vê um duende destruindo o carrinho e Vó sofre com seu medo de altura.                                                                   |                  |                                   |                                              |                                                                   |                        |                    |
| 12 | 12               | "Kumo Tatchi"                     | Arthur Warren, Pedro Aguilera e Vitor Brandt | Rodrigo "Soldado" & Rosaria                                       | 8 de abril de 2013     | 106b               |
| Depois de muito estresse na cidade, Pepe e a Vó decidem ir à praia, mas no caminho um dos pneus do carro fura. Pepe, então, vai a uma casa de massagens japonesa no meio do nada para procurar uma fita, e acaba despertando o espírito de uma antiga massagista japonesa. Quando os dois voltam pra casa, o espírito dominou toda a cidade, deixando todos relaxados. Agora, Pepe e Gastón têm que despertar um antigo sonho do espírito para tudo voltar ao normal.                                                    |                  |                                   |                                              |                                                                   |                        |                    |
| 13 | 13               | "Smells Like Teen Spirit"         | Arthur Warren, Pedro Aguilera e Vitor Brandt | Rodrigo "Soldado" & Rosaria                                       | 15 de abril de 2013    | 107a               |
| Pepe, Guto e Gastón vão à casa mal-assombrada de Marilu gravar um vídeo que tenta provar que fantasmas não existem. Quando todos riem de Pepe depois de ele se assustar e acabar vomitando, ele tenta a todo custo assustá-los por vingança, junto com um espírito adolescente que ele encontrou pela casa. |                  |                                   |                                              |                                                                   |                        |                    |
| 14 | 14               | "O Fim do Mundo"                  | Arthur Warren, Pedro Aguilera e Vitor Brandt | Kico, David Mussel, Rodrigo "Soldado" & Rosaria                   | 15 de abril de 2013    | 107b               |
| A Vó desafia Pepe a terminar alguma coisa, mas é muito difícil para ele completar algo. Ao encontrar um livro sobre um arauto que invoca o lendário Buthumu, Pepe decide então acabar com o mundo inteiro. Agora, para evitar que Pepe toque a Flauta do Destino, a Vó chama sua turma (Papai Noel, a Morte, Sérgio e Diabo). |                  |                                   |                                              |                                                                   |                        |                    |

### 2ª Temporada (2015-2016)
| Episódio (série) | Episódio (temp.) | Título                                    | Escrito por | Storyboards por            | Exibição original       | Código de produção |
| --- | ---------------- | ----------------------------------------- | --- | -------------------------- | ----------------------- | ------------------ |
| 15 | 1                | "O Inimímico"                             | Arthur Warren, Pedro Aguilera, Vitor Brandt, Guilherme Freitas, Gustavo Suzuki, Jasmin Tenucci e Denis Nielsen | Gabriel de Moura           | 1 de junho de 2015      | 201a               |
| Pepe descobre que um garoto mímico lhe persegue há anos, imitando todos seus movimentos e ações. Incomodado, ele planeja com seus amigos uma forma de se livrar do seu "Inimímico".                                                              |                  |                                           | |                            |                         |                    |
| 16 | 2                | "Pepe e Marilu em Convenção dos Monstros" | Arthur Warren, Pedro Aguilera, Vitor Brandt, Guilherme Freitas, Gustavo Suzuki, Jasmin Tenucci e Denis Nielsen | Giovanna Guimarães         | 8 de junho de 2015      | 201b               |
| Pepe e Marilu invadem uma convenção de monstros a fim de desvendar o caso de um Frankenstein que transforma o cérebro de crianças em suco. |                  |                                           | |                            |                         |                    |
| 17 | 3                | "A Tirania de Tchitchero"                 | Arthur Warren, Pedro Aguilera, Vitor Brandt, Guilherme Freitas, Gustavo Suzuki, Jasmin Tenucci e Denis Nielsen | William Lages              | 15 de junho de 2015     | 202a               |
| Pepe e seus amigos recebem a visita de Tchitchero, o filho do prefeito da cidade. Mimado e cheio de onda, Tchitchero começa a impor uma série de regras aos alunos e à escola. Mas ele nem imagina o que está por vir.                           |                  |                                           | |                            |                         |                    |
| 18 | 4                | "Monstro Adorado da Piscina"              | Arthur Warren, Pedro Aguilera, Vitor Brandt, Guilherme Freitas, Gustavo Suzuki, Jasmin Tenucci e Denis Nielsen | Gabriel de Moura           | 22 de junho de 2015     | 202b               |
| Pepe, Marilu e a turma descobrem que há um monstro rondando na piscina do parque aquático. |                  |                                           | |                            |                         |                    |
| 19 | 5                | "Catarino"                                | Arthur Warren, Pedro Aguilera, Vitor Brandt, Guilherme Freitas, Gustavo Suzuki, Jasmin Tenucci e Denis Nielsen | Israel Oliveira dos Santos | 29 de junho de 2015     | 203a               |
| Marilu pegou um resfriado. Ela espirra e deixa escapar uma meleca; é Catarino, um treco verde disforme que faz amizade com Pepe e que pode se transformar em vários objetos e coisas. Pepe se diverte com seu novo amigo.                        |                  |                                           | |                            |                         |                    |
| 20 | 6                | "Os Mil e Um Pedidos"                     | Arthur Warren, Pedro Aguilera, Vitor Brandt, Guilherme Freitas, Gustavo Suzuki, Jasmin Tenucci e Denis Nielsen | Daniel Hodge               | 6 de julho de 2015      | 203b               |
| Vó dá para Pepe uma lâmpada magica que contém um gênio dentro. Mas, ao invés do gênio realizar os desejos de Pepe, o Pepe deve realizar os desejos do gênio.                                                                                     |                  |                                           | |                            |                         |                    |
| 21 | 7                | "Tal Mãe, Tal Vó"                         | Arthur Warren, Pedro Aguilera, Vitor Brandt, Guilherme Freitas, Gustavo Suzuki, Jasmin Tenucci e Denis Nielsen | Israel Oliveira dos Santos | 13 de julho de 2015     | 204a               |
| Depois de encontrar na secretária eletrônica milhões de mensagens, todas pertencendo a sua bisavó, a mãe da Vó, Pepe então decide convidar os pais de "comédia clássica" da Vó para fazerem uma visita em sua casa.                              |                  |                                           | |                            |                         |                    |
| 22 | 8                | "Quem Tem Curativo, Tem Medo"             | Arthur Warren, Pedro Aguilera, Vitor Brandt, Guilherme Freitas, Gustavo Suzuki, Jasmin Tenucci e Denis Nielsen | David Mussel               | 20 de julho de 2015     | 204b               |
| Depois que Pepe coloca um curativo na mão, os outros lhe contam lendas estranhas falando sobre pessoas que sofrem ao pôr um curativo no dedo. |                  |                                           | |                            |                         |                    |
| 23 | 9                | "A Culpa é Sempre do Mordomo"             | Arthur Warren, Pedro Aguilera, Vitor Brandt, Guilherme Freitas, Gustavo Suzuki, Jasmin Tenucci e Denis Nielsen | Márcio de Castro           | 27 de julho de 2015     | 205a               |
| A turma decide investigar o misteriosíssimo desaparecimento da escritora Acabra Christie. Durante o processo, Marilu, Guto, Gastón, Roberto e o mordomo Chupa Cabra acabam se tornando grandes suspeitos.                                        |                  |                                           | |                            |                         |                    |
| 24 | 10               | "Top Bruxa"                               | Arthur Warren, Pedro Aguilera, Vitor Brandt, Guilherme Freitas, Gustavo Suzuki, Jasmin Tenucci e Denis Nielsen | Israel Oliveira dos Santos | 3 de agosto de 2015     | 205b               |
| Após ter sido julgada em um programa de TV, Vó então decide participar de uma competição de bruxas, para provar que é a melhor bruxa. |                  |                                           | |                            |                         |                    |
| 25 | 11               | "Além da Muralha"                         | Arthur Warren, Pedro Aguilera, Vitor Brandt, Guilherme Freitas, Gustavo Suzuki, Jasmin Tenucci e Denis Nielsen | Gabriel de Moura           | 10 de agosto de 2015    | 206a               |
| Marilu acaba se tornando rainha de um reino encantado que fica do outro lado da cidade, enquanto Pepe e seus amigos tentam encontrá-la. |                  |                                           | |                            |                         |                    |
| 26 | 12               | "A Minhoca Carismática"                   | Arthur Warren, Pedro Aguilera, Vitor Brandt, Guilherme Freitas, Gustavo Suzuki, Jasmin Tenucci e Denis Nielsen | Daniel Hodge               | 17 de agosto de 2015    | 206b               |
| Os amigos de Pepe contam com ele para proteger uma minhoca linda e carismática, mas ele se torna irresponsável e perde a minhoca. Pepe consegue outra apenas para Marilu e os outros ficarem contentes, mas a minhoca diferente é bem repulsiva. |                  |                                           | |                            |                         |                    |
| 27 | 13               | "Trem da Alegria"                         | Arthur Warren, Pedro Aguilera, Vitor Brandt, Guilherme Freitas, Gustavo Suzuki, Jasmin Tenucci e Denis Nielsen | David Mussel               | 24 de agosto de 2015    | 207a               |
| Um palhaço monstruoso retorna das trevas e assume o controle das mentes das pessoas e de Pepe, para assistirem ao seu espetáculo em um circo assombrado. Marilu tenta convencer a Vó a lutar contra o seu medo de palhaços para salvar Pepe.     |                  |                                           | |                            |                         |                    |
| 28 | 14               | "O Totem da Sabedoria"                    | Arthur Warren, Pedro Aguilera, Vitor Brandt, Guilherme Freitas, Gustavo Suzuki, Jasmin Tenucci e Denis Nielsen | Giovanna Guimarães         | 1 de fevereiro de 2016  | 207b               |
| Ao se perder na floresta, Pepe acaba encontrando um totem cujos espíritos dos animais esculpidos nele passam a lhe dar conselhos bem ruins em relação a tudo.                                                                                    |                  |                                           | |                            |                         |                    |
| 29 | 15               | "Detenção de la Detención"                | Arthur Warren, Pedro Aguilera, Vitor Brandt, Guilherme Freitas, Gustavo Suzuki, Jasmin Tenucci e Denis Nielsen | Daniel Hodge               | 8 de fevereiro de 2016  | 208a               |
| Na escola, o professor falta e Mario assume o papel de professor substituto. Os alunos, que estavam em silêncio esperando o professor, descobrem que ele não apareceu e começam a pular e gritar, deixando o professor substituto maluco.        |                  |                                           | |                            |                         |                    |
| 30 | 16               | "O Pelo em que Habito"                    | Arthur Warren, Pedro Aguilera, Vitor Brandt, Guilherme Freitas, Gustavo Suzuki, Jasmin Tenucci e Denis Nielsen | David Mussel               | 15 de fevereiro de 2016 | 208b               |
| Durante a noite, coisas estranhas começam a acontecer. Uma nuvem sinistra, acompanhada de uma ovelha sinistra, começa a invadir os sonhos das crianças e elas acordam carecas, sem se lembrar do que aconteceu.                                  |                  |                                           | |                            |                         |                    |
| 31 | 17               | "Assim Falou Zalatristhe"                 | Arthur Warren, Pedro Aguilera, Vitor Brandt, Guilherme Freitas, Gustavo Suzuki, Jasmin Tenucci e Denis Nielsen | Israel Oliveira dos Santos | 22 de fevereiro de 2016 | 209a               |
| Ao invadirem um cemitério, Pepe, Marilu e os outros conhecem um zumbi cabeçudo e inteligente chamado D. Funto, que descobre em Pepe o segredo da felicidade: a ignorância.                                                                       |                  |                                           | |                            |                         |                    |
| 32 | 18               | "Cáren, a Estranha"                       | Arthur Warren, Pedro Aguilera, Vitor Brandt, Guilherme Freitas, Gustavo Suzuki, Jasmin Tenucci e Denis Nielsen | Giovanna Guimarães         | 29 de fevereiro de 2016 | 209b               |
| Depois de comer um bolo cheio de açúcar no dia do seu aniversário, Pepe cria uma cárie gigante nos dentes e que age como uma mulher chamada Cáren.                                                                                               |                  |                                           | |                            |                         |                    |
| 33 | 19               | "A Lancheira de Pandora"                  | Arthur Warren, Pedro Aguilera, Vitor Brandt, Guilherme Freitas, Gustavo Suzuki, Jasmin Tenucci e Denis Nielsen | William Lages              | 7 de março de 2016      | 210a               |
| Pandora, a aluna nova, acaba de chegar à escola. Pepe acredita que exista algo de estranho com ela, já que Pandora nunca sai de perto da sua lancheira. Mas Pepe nem imagina quão importante é o que ela guarda lá dentro.                       |                  |                                           | |                            |                         |                    |
| 34 | 20               | "Faroeste Cachorro"                       | Arthur Warren, Pedro Aguilera, Vitor Brandt, Guilherme Freitas, Gustavo Suzuki, Jasmin Tenucci e Denis Nielsen | Giovanna Guimarães         | 14 de março de 2016     | 210b               |
| Pepe e Ramirez partem numa aventura e se veem frente a frente com o bicho-papão. Até que Pepe é sequestrado pelo bicho e Ramirez, seu cão fiel, terá de lutar para salvá-lo.                                                                     |                  |                                           | |                            |                         |                    |
| 35 | 21               | "Múmia do Amor"                           | Arthur Warren, Pedro Aguilera, Vitor Brandt, Guilherme Freitas, Gustavo Suzuki, Jasmin Tenucci e Denis Nielsen | Marcio de Castro           | 21 de março de 2016     | 211a               |
| Durante uma atividade da escola, nossos amigos encontram uma velha pirâmide e, dentro dela, uma múmia milenar: Tutankamor, a múmia do amor. Um velho conhecido da avó de Pepe, e também ex-namorado dela, Tutankamor volta à cidade.             |                  |                                           | |                            |                         |                    |
| 36 | 22               | "Fofinha é a Mãe"                         | Arthur Warren, Pedro Aguilera, Vitor Brandt, Guilherme Freitas, Gustavo Suzuki, Jasmin Tenucci e Denis Nielsen | Daniel Hodge               | 28 de março de 2016     | 211b               |
| Sendo muito fofa para ser assustadora demais, Marilu decide ir à loja ao lado, a Casa dos Espelhos, onde fica presa dentro de um espelho, libertando a 'Marilu Diabólica', para assustar seus amigos.                                            |                  |                                           | |                            |                         |                    |
| 37 | 23               | "Macaco do Enigma"                        | Arthur Warren, Pedro Aguilera, Vitor Brandt, Guilherme Freitas, Gustavo Suzuki, Jasmin Tenucci e Denis Nielsen | Gabriel de Moura           | 4 de abril de 2016      | 212a               |
| Ao tentarem fazer uma entrega num hotel, Pepe, Marilu e a turma são pegos pelo macaco ascensorista do hotel, que os coloca em um jogo mortal de elevador envolvendo seus enigmas falsos.                                                         |                  |                                           | |                            |                         |                    |
| 38 | 24               | "Bardo: Do Anonimato á Fama"              | Arthur Warren, Pedro Aguilera, Vitor Brandt, Guilherme Freitas, Gustavo Suzuki, Jasmin Tenucci e Denis Nielsen | David Mussel               | 11 de abril de 2016     | 212b               |
| Herald, um artista famoso, faz grandes apresentações. Para chegar aonde está, ele teve que tomar decisões importantes. Sua vida e a de sua produção mudam completamente e os vemos antes e depois da fama.                                       |                  |                                           | |                            |                         |                    |
| 39 | 25               | "Sino do Tempo - Parte 1"                 | Arthur Warren, Pedro Aguilera, Vitor Brandt, Guilherme Freitas, Gustavo Suzuki, Jasmin Tenucci e Denis Nielsen | Gabriel de Moura           | 18 de abril de 2016     | 213a               |
| Na espera para comprar um novo jogo, Pepe decide tocar o sino no topo da torre da cidade para o tempo passar mais rápido, mas ele toca o sino na hora errada, e com isso, acaba com o equilíbrio entre o tempo e o espaço.                       |                  |                                           | |                            |                         |                    |
| 40 | 26               | "Sino do Tempo - Parte 2"                 | Arthur Warren, Pedro Aguilera, Vitor Brandt, Guilherme Freitas, Gustavo Suzuki, Jasmin Tenucci e Denis Nielsen | Israel Oliveira dos Santos | 25 de abril de 2016     | 213b               |
| Pepe o futuro ajuda a seu passado voltar tudo ao normal. Enquanto tudo foi resolvido, Pepe tem um olhar para o seu passado. |                  |                                           | |                            |                         |                    |

### Filme (2017)
No dia 24 de dezembro de 2015, foi anunciada a produção de um filme da série Historietas Assombradas para os cinemas. A estreia do filme aconteceu em 2 de novembro de 2017. No Cartoon a estreia aconteceu no dia 9 de Fevereiro de 2018.

## Ligações Externas
- Site oficial
- Site oficial no cartoon network